# Kay Ryan

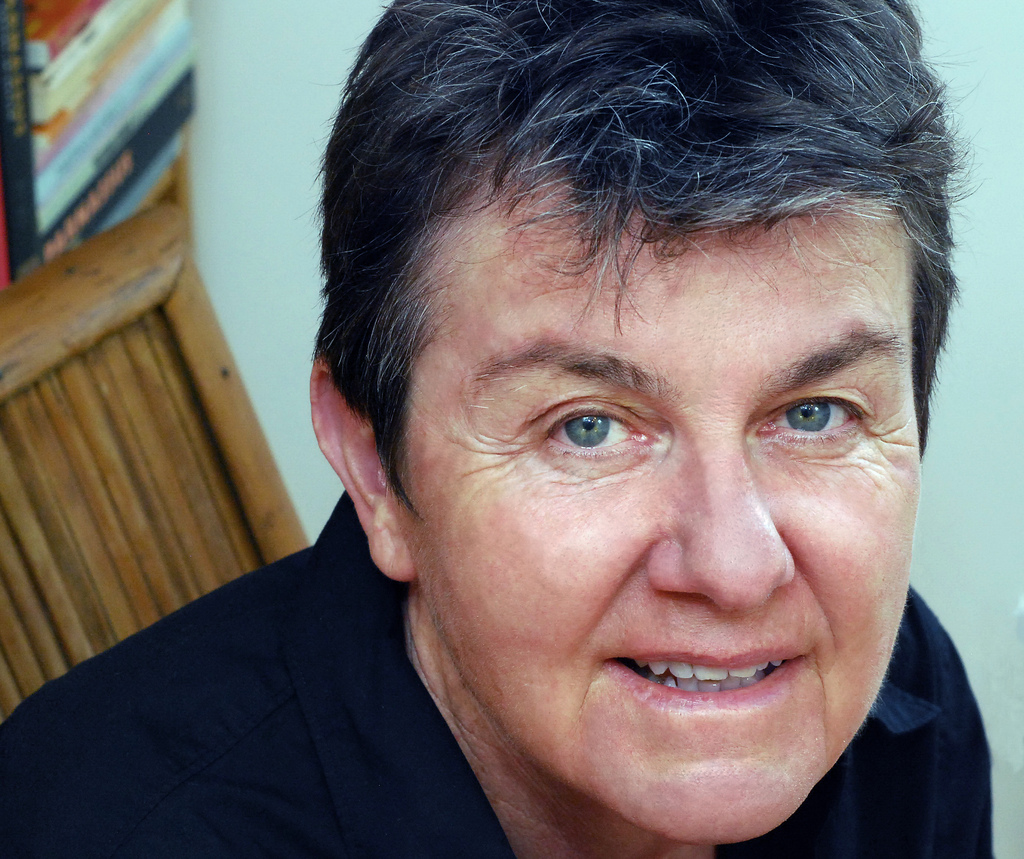
Ryan im Jahr 2008

Kay Ryan (* 21. September 1945 in San José, Kalifornien) ist eine US-amerikanische Dichterin, die zwischen September 2008 und Mai 2010 die 16. Poet Laureate der USA war.

## Biografie
Ryan wurde 1945 im kalifornischen San José geboren und wuchs in verschiedenen Städten im San Joaquin Valley und der Mojave Desert auf. Sie studierte Anglistik an der University of California, Los Angeles und erwarb einen Bachelor- (1967) und Masterabschluss (1968). Seit 1971 lebt sie im Marin County, Kalifornien, und unterrichtete in Teilzeit Englisch am College of Marin in Kentfield.
Ihre erste Lyriksammlung Dragon Acts to Dragon Ends wurde mithilfe von Freunden 1983 veröffentlicht. 1985 veröffentlichte sie ihre zweite Kollektion Strangely Marked Metal, diesmal jedoch mit kommerzieller Unterstützung. Weiterreichend bekannt wurde sie mit Empfang des Ruth Lilly Poetry Prize im Jahre 2004. 2005 veröffentlichte sie ihre sechste Kollektion The Niagara River.
Im Juli 2008 teilte die Library of Congress mit, dass Ryan die 16. Poet Laureate der USA werde. Sie löste Charles Simic ab. Im April 2009 verkündete die Bibliothek, das Ryan dies ein weiteres Jahr bleiben würde, sodass sie erst 2010 von W.S. Merwin abgelöst wurde. 2011 erhielt sie eine MacArthur Fellowship. Seit 2017 ist sie Mitglied der American Academy of Arts and Letters.

## Sammlungen
- Dragon Acts to Dragon Ends (Taylor Street Press, 1983).
- Strangely Marked Metal (Copper Beech Press, 1985). ISBN 0-914278-46-0.
- Flamingo Watching (Copper Beech Press, 1994). ISBN 0-914278-64-9.
- Elephant Rocks (Grove Press, 1997). ISBN 0-8021-3525-0.
- Say Uncle (Grove Press, 2000). ISBN 0-8021-3717-2.
- The Niagara River (Grove Press, 2005). ISBN 0-8021-4222-2.
- The Best of It: New and Selected Poems (Grove Press, 2005). ISBN 0-8021-1914-X